# اودنون
اودنون (به انگلیسی: Oudenone) با فرمول شیمیایی C۱۲H۱۶O۳ یک ترکیب شیمیایی با شناسه پاب‌کم ۱۶۰۱۹۹ است. که جرم مولی آن ۲۰۸٫۲۵ g/mol می‌باشد. 